# Gustav Casmir
Gustav Casmir, né le 5 novembre 1874 à Berlin et mort le 2 octobre 1910, est un escrimeur allemand ayant disputé, sous les couleurs de l'Empire allemand, les Jeux olympiques de 1904 et de 1906.

## Carrière sportive
Casmir est l'un des deux seuls escrimeurs européens (en compagnie du britannique Wilfred Holroyd) à disputer les Jeux olympiques de 1904, disputés à Saint-Louis, États-Unis. Il se classe quatrième au fleuret, en ayant obtenu sa qualification pour la poule finale, et obtient le même résultat à l'épée individuelle mais sans remporter le moindre assaut.
Il eut plus de succès aux Jeux olympiques intercalaires de 1906 à Athènes, obtenant deux médailles d'or (sabre trois coups et sabre par équipes) et deux médailles d'argent au fleuret et au sabre individuel, respectivement derrière Georges Dillon-Kavanagh et Ioannis Georgiadis.
Entre 1908 et 1910, il entraîne son neveu Erwin Casmir, qui gagnera trois médailles aux Jeux olympiques en 1928 et 1936. Il décède à 35 ans des suites d'une encéphalopathie.